# Воллі Гардіндж
Воллі Гардіндж (англ. Wally Hardinge, 24 лютого 1886, Гринвіч — 8 травня 1965) — англійський футболіст, що грав на позиції нападника, та крикетист. По завершенні ігрової кар'єри — тренер. Як футболіст грав за клуби «Ньюкасл Юнайтед», в якому став чемпіон Англії, «Шеффілд Юнайтед» та «Арсенал», а також національну збірну Англії. Як крикетист грав за команду Кента. Нетривалий час як тренер очолював «Тоттенгем Готспур». Під час Першої світової війни служив у британському флоті та повітряних силах.

## Спортивна кар'єра
Воллі Гардіндж народився у Гринвічі. Уже з 16 років він почав грати в крикет у команді графства Кент. З 1905 року Гардіндж розпочав грати за футбольну команду «Ньюкасл Юнайтед», яка тоді була однією з найсильніших в Англії, та в сезоні 1906—1907 років став у її складі чемпіоном Англії. У 1908 році він перейшов до складу команди «Шеффілд Юнайтед», де грав до 1913 року. У 1913 році Гардіндж перейшов до лондонського «Арсеналу», проте вже за рік кар'єра футболіста і крикетиста перервалась через Першу світову війну. Воллі Гардіндж під час війни служив на різних посадах у британському флоті та військово-повітряних силах, демобілізувався зі збройних сил у 1919 році у званні головного сержанта. Після закінчення війни повернувся до «Арсенала», де грав до 1921 року, після чого завершив виступи на футбольних полях. Як крикетист грав за команду Кента до 1933 року.

## Виступи за збірну
У 1910 році Воллі Гардіндж зіграв 1 матч у складі національної збірної Англії.

## Кар'єра тренера
Розпочав футбольну тренерську кар'єру, ставши тренером молодіжної команди клубу «Тоттенгем Готспур». У 1935 році Гардіндж нетривалий час виконував обов'язки головного тренера «Тоттенгем Готспур», після чого тренерською роботою не займався.
Помер Воллі Гардіндж 8 травня 1965 року на 80-му році життя в Кембриджі.

## Титули і досягнення
- Чемпіон Англії (1):

«Ньюкасл Юнайтед»: 1906–1907